# Favorite Hawaiian Songs, Vol. One
Favorite Hawaiian Songs, Vol. One – album kompilacyjny piosenkarza Binga Crosby’ego wydany w 1946 roku przez Decca Records. Był to czwarty album o tematyce hawajskiej wydany przez Crosby’ego.

## Lista utworów
Utwory znalazły się na 5-płytowym albumie, Decca Album No. A-460.
| Tytuł                        | Data nagrania    | Czas    |
| Płyta 1                      | Płyta 1          | Płyta 1 |
| ---------------------------- | ---------------- | ------- |
| A. „Song of the Islands”     | 23 lipca 1936    | 3:11    |
| B. „Aloha Oe”                | 23 lipca 1936    | 3:13    |
| Płyta 2                      |                  |         |
| A. „Hawaiian Paradise”       | 8 sierpnia 1936  | 2:41    |
| B. „South Sea Island Magic”  | 8 sierpnia 1936  | 3:01    |
| Płyta 3                      |                  |         |
| A. „Sweet Leilani”           | 22 lutego 1937   | 2:40    |
| B. „Blue Hawaii”             | 22 lutego 1937   | 3:07    |
| Płyta 4                      |                  |         |
| A. „Dancing Under the Stars” | 11 września 1937 | 2:37    |
| B. „Palace in Paradise”      | 11 września 1937 | 3:04    |
| Płyta 5                      |                  |         |
| A. „Aloha Kuu Ipo Aloha”     | 1 lipca 1940     | 3:07    |
| B. „Paradise Isle”           | 1 lipca 1940     | 2:45    |